# Теорема Крамера (алгебраические кривые)
Теорема Крамера об алгебраических кривых даёт необходимое и достаточное условия, при которых число точек на вещественной плоскости, принадлежащие алгебраической кривой, однозначно определяют кривую в невырожденных случаях. Это число равно 
n(n + 3) / 2,
где n — степень кривой. Теорема принадлежит Габриэлю Крамеру, опубликовавшему теорему в 1750.
Например, прямая (степени 1) определяется двумя различными точками на ней — одна и только одна прямая проходит через эти две точки. Подобным же образом, невырожденное коническое сечение (алгебраическое уравнение от x и  y с суммой степеней любого члена не превосходящей 2) единственным образом определяется пятью точками в общем положении (никакие три из них не лежат на одной прямой).
Интуитивное понимание конического сечения таково: Предположим, что данные точки лежат на эллипсе. Тогда необходимы и достаточны пять величин для определения эллипса — горизонтальное положение центра эллипса, вертикальное положение центра, большая полуось (длина наибольшей хорды), малая полуось (длина наименьшей хорды, проходящей через центр и перпендикулярной главной оси) и поворот эллипса. Пять точек в общем положении достаточны для обеспечения этих пяти величин, в то время как четырёх точек недостаточно.

## Вывод формулы
Число различных членов (включая члены с нулевым коэффициентом) в уравнении n-ой степени от двух переменных равно {\displaystyle (n+1)(n+2)/2}. Это члены n-ой степени {\displaystyle x^{n},\,x^{n-1}y^{1},\,\dots ,\,y^{n}}, общим числом n + 1; члены степени {\displaystyle (n-1)}, {\displaystyle x^{n-1},\,x^{n-2}y^{1},\,\dots ,\,y^{n-1}}, общим числом n; и так далее до членов первой степени {\displaystyle x} и {\displaystyle y}, два элемента, и единственный член нулевой степени  (константа). Сумма всех этих величин равна {\displaystyle (n+1)+n+(n-1)+\dots +2+1=(n+1)(n+2)/2}, и каждый член имеет свой коэффициент. Однако один из этих коэффициентов является лишним для определения кривой, поскольку мы можем всегда разделить уравнение для многочлена на один из его коэффициентов, давая эквивалентное уравнение с одним фиксированным коэффициентом, равным 1, а тогда остаётся {\displaystyle [(n+1)(n+2)/2]-1=n(n+3)/2} коэффициентов.
Например, a уравнение четвёртой степени имеет общий вид
{\displaystyle x^{4}+c_{1}x^{3}y+c_{2}x^{2}y^{2}+c_{3}xy^{3}+c_{4}y^{4}+c_{5}x^{3}+c_{6}x^{2}y+c_{7}xy^{2}+c_{8}y^{3}+c_{9}x^{2}+c_{10}xy+c_{11}y^{2}+c_{12}x+c_{13}y+c_{14}=0,}
с 4(4+3)/2 = 14 коэффициентами.
Определение алгебраической кривой по множеству точек заключается в определении значений для этих коэффициентов в алгебраическом уравнении, так, чтобы каждая точка удовлетворяла уравнению. Если заданы {\displaystyle n(n+3)/2} точек {\displaystyle (x_{i},y_{i})}, каждая из этих точек может быть использована для получения отдельного уравнения путём подстановки её в уравнение с многочленом степени n общего вида, что даёт {\displaystyle n(n+3)/2} линейных уравнений с  {\displaystyle n(n+3)/2} неизвестными коэффициентами. Если эта система уравнений не вырождена, то есть имеет ненулевой определитель, неизвестные коэффициенты однозначно вычисляются, а потому алгебраическое уравнение и кривая определяются однозначно. Большее число точек будет чрезмерным и система не будет иметь решения, а меньшее число будет недостаточно для решения системы уравнений однозначно относительно коэффициентов.

## Вырожденные случаи
Пример вырожденного случая, в котором {\displaystyle n(n+3)/2} точек недостаточно для определения кривой однозначно Крамер дал как часть парадокса Крамера. Пусть степень равна n = 3 и пусть девять точек являются всеми комбинациями координат {\displaystyle x=-1,0,1} и {\displaystyle y=-1,0,1}. Более одной кубики содержат все эти точки, это {\displaystyle x^{3}-x=0} и {\displaystyle y^{3}-y=0.}. Таким образом, эти точки не определяют кривую однозначно, хотя имеем {\displaystyle n(n+3)/2=9} точек.
Аналогично, для случая n = 2, если три из пяти точек оказываются на одной прямой, эти пять точек могут не определять кривую однозначно.

## Ограниченные случаи
Если от кривой требуется, чтобы она принадлежала определённой подкатегории уравнений n-ой степени, может оказаться необходимо и достаточно для однозначного задания кривой меньшего, чем {\displaystyle n(n+3)/2} точек. Например, окружность задаётся равенством {\displaystyle (x-a)^{2}+(y-b)^{2}=r^{2}}, где центр располагается в точке (a, b), а радиус равен r. Эквивалентно, после раскрытия скобок получим уравнение {\displaystyle x^{2}-2ax+y^{2}-2by=k,}, где {\displaystyle k=r^{2}-a^{2}-b^{2}}. Здесь имеется два ограничения по сравнению с общим случаем n = 2 — коэффициент члена xy равен 0, а коэффициент при y2 равен коэффициенту при x2. Таким образом, вместо пяти ограничений нужны только {\displaystyle 5-2=3}, что совпадает с 3 параметрами a, b, k (эквивалентно, a, b, r), которые требуется определить.